# رفتار حرارتی اسپیندل
تحلیل حرارتی اسپیندل ماشین‌های CNC
اثبات سالم بودن ماشین CNC همیشه یکی از مهم‌ترین کارهای محققان برای تولید با دقت بالاست. خطاهایی که روی درست کارکردن ماشین ابزار تأثیر می‌گذارند می‌توانند به ۳ دستهٔ زیر تقسیم‌بندی شوند:
۱- خطاهای هندسی ۲- خطاهای گرمایی و ۳- خطاهای نیروی برشی.
بین این خطاها، خطاهای گرمایی ۷۰ درصد کل خطا را در برخواهد گرفت.
مفهوم طراحی یک ماشین ابزار باید با طراحی سازه‌ای متفاوت باشد زیرا بارهای حرارتی تغییر شکل‌هایی را بدون تنش داخلی ایجاد می‌کنند که بارهای مکانیکی اینطو نیستند. گام اول در طراحی یک ماشین ابزار، کاهش تغییر شکل از طریق کاهش تولید گرماست. هرچند، با گسترش ماشین ابزراهای سرعت بالا، رفتار تغییر شکل حرارتی پیچیده می‌شود؛ و همان‌طور که تغییر شکل نمی‌تواند به‌طور مکانیکی از بین برود نیاز به خنثی کردن آن زیاد می‌شود. روش‌های مستقیم خنثی سازی در مورد یک مرکز ماشین کاری زمان بر و پیچیده‌است بنابراین از روش‌های غیر مستقیم که دمای بدنهٔ ماشین ابزرا را محاسبه کرده و از تغییر شکل جلوگیری می‌کنند به‌طور گسترده استفاده می‌شوند. ای روش‌ها نیازمند اطلاعات زیادی برای مدلسازی سیستم هستند.
بنابراین، ما دراینجا ابتدا مدلسازی اسپیندل را انجام داده و سپس تغییر شکل‌های آن را در اثر بار و خمش حرارتی بررسی می‌کنیم.
اسپیندل عضو مرکزی یک ماشین ابزار CNC و همچنین به علت گرمای زیادی که تولید می‌کند عضو مهم شرکت کننده در خطاهای گرمایی است.
بنابر این مطالعه روی تغییر شکل‌های حرارتی اسپیندل بخش ضروری برای کاهش خطاهای گرمایی است.
ساختن یک مدل خطای گرمایی قوی اولین گام برای تصحیح خطاهای گرمایی است. مکانیزمی که باعث تغییر شکل ماشین ابزار می‌شود، بسیار پیچیده‌است به طوری که می‌توان یک نتیجه‌گیری تحلیلی از مدل خطای گرمایی را به‌طور تئوریکی با استفاده از شرایط اولیه و شرایط حین کار برای یک ماشین ابزار انجام داد.
از وقتی که اولین روش‌های مدلسازی به دست آمد، مدل‌های خطای گرمایی با پیدا کردن بهترین روابط بین خطای گرمایی و برخی دماهای نقطه‌ای به دست می‌آمدند. برای مثال، تکنولوژی‌های شبکه‌های عصبی اطلاعات دمایی را برای خطاهای گرمایی ترسیم می‌کنند تا از خطاهای گرمایی پیشگیری کنند و تحلیل‌های رگرسیونی موفقی برای حل ضرایب مدل چند جمله‌ای خطاهای گرمایی استفاده می‌شود.
می‌توانیم تحلیل‌های رگرسیونی چند متغیره را به جای تابع قدیمی بهینه‌سازی با یک تابع جدید برای ساختن یک مدل خطای حرارتی تقوی انجام دهیم.
در همهٔ روش‌های مدل‌سازی فوق، بدون استثنا، اطلاعات خطی گرمایی و دماها به صورت تجربی به دست آمده‌است که به‌طور غیرقابل اجتناب در مطالعات همهٔ انواع تکنولوژی‌های محاسباتی پیشرفته برای جمع‌آوری اطلاعات به درست‌ترین صورت ممکن، درگیر شده‌اند. به عنوان یک نتیجه، نوار گرد لیزری، تکنیک لیزر بدون تماس و نوار گرد نیم کروی، برای چنین هدفی ساخته شده‌اند. محاسبات ععدی شاخهٔ مهم دیگری در مطالعات تغییر شکل حرارتی ماشین ابزار است.
طراحی سازه‌ای جلوی ماشین تراش‌های با دقت بالا، بر پایهٔ نتایج محاسباتی با روش المان محدود بهینه‌سازی شده‌اند.
چن ات آن chen et al، رفتار اسپیندل را تحت اثر خمش حرارتی، مانند یک تیر ساده مدل‌سازی کرده‌است.
همان‌طور که در بالا ذکر شد، جمع‌آوری اطلاعات از تجربه و آزمایش کار بسیار سخت و پرهزینه‌ای است به طوری که مطالعات روی جاگذاری مدل‌سازی به جای آزمایش در این زمینه هرروز مهم‌تر می‌شود.
هرچند، مدل‌سازی دقیق رفتار حرارتی اسپیندل بدون ساده‌سازی سازه‌ای آن تقریباً غیرممکن است و همین، نتایج مدلسازی را غیرقابل اعتماد می‌سازد.

## شبیه‌سازی عددی دمای اسپیندل و خطاهای گرمایی
حل تحلیلی دمای اسپیندل بسیار سخت است زیرا شار گرمایی در همهٔ مسیرهایی که دما در اسپیندل پایین‌تر است وجود دارد که این شار به‌طور شعاعی وارد اسپیندل می‌شود، فقط در سطح مقطع اسپیندل و یاتاقان؛ بنابراین روش المان محدود برای رسیدن به حل عددی برای دما و خطای گرمایی مورد استفاده قرار می‌گیرد.
حل‌های عددی می‌توانند در صورت مش بندی خوب و درست اسپیندل به حل تحلیلی نزدیک شوند. قابل اعتماد بودن نتیجهٔ مدل‌سازی بستگی به این دارد که آیا شرایط مرزی مانند توان منابع گرمایی و ضرایب انتقال گرما به خوبی اعمال شده‌اند یا نه.
۱٫۱ محاسبهٔ توان منابع گرمایی اسپیندل
در ماشین ابزارهای CNC اخیر، سرعت اسپیندل به‌طور مستقیم با موتور اسپیندل و نه با جعبه دنده‌های قدیمی، کنترل می‌شود و بنابراین گرمای تولید شده توسط یاتاقان‌های اسپیندل، گرمای غالب خواهد بود که باعث تغییر شکل می‌شوند. گرما در رابطهٔ زیر محاسبه می‌شود:
```
 Hf =۱٫۰۴۷*۱۰–۴ (۱)
```

که در آنn سرعت چرخش اسپیندل (rpm) , M گشتاور اصطکاکی کل یاتاقان (N.mm) و Hf گرمای تولید شده‌است. گشتاور اصطکاکی M شمل دو جزء است: یکی با بار اعمالی به وجود می‌آید و دیگری با لزجت روانساز. معادلهٔ قبل با رابطهٔ زیر به دست می‌آید:
```
 M1= f1p1dm (2)
```

که f1 ضریب ثابت وابسته به نوع یاتاقان و بار است. p1 بار یاتاقان و dm قطر متوسط یاتاقان است.
dm با رابطهٔ زیر به دست می‌آید:
Mv = 10-7 f0 (v0n) 2/3 if v0n>۲۰۰0 (3)
Mv = ۱۶۰* 10-7 f0 dm if v0n<۲۰۰0 (4)
که f0 ضریب وابسته به نوع یاتاقان و روش روانسازی است و v0 لزجت سینماتیکی روانساز است.
۱٫۲. محاسبهٔ ضریب انتقال گرما به طریقهٔ همرفت
وقتی اسپیندل می‌چرخد، هوا با سرعت ثابت در سطح اسپیندل جریان می‌یابد که بسیار شبیه جریان هوا در روی یک سطح صاف است. این نوع همرفت، همرفت واداشته نامیده می‌شود. با توجه به تئوری‌های محاسبهٔ ضریب انتقال گرما به طریقهٔ همرفت روی سطح صافی که هوا روی آن جریان دارد، ضریب انتقال گرمای سطح اسپیندل نیز با رابطهٔ زیر محاسبه می‌شود:
h= ۰٫۶۶۴(λ/l)Re1/2Pr1/3 (5)
Re =ul/v (6)
که h ضریب انتقال گرما و λ و Re و Pr به ترتیب رسانایی، عدد رنولدز و عدد پرنتل هوا هستند.
u و v و l به ترتیب سرعت جریان، لزجت سینماتیکی هوا و محیط سطح مقطع اسپیندل هستند که از روابط زیر به دست می‌آیند:
u = лdn/60 (7)
l = лd (8)
که d و n قطر اسپیندل و سرعت اسپیندل هستند. جاگذاری معادلات ۶ تا ۸ در معادلهٔ ۵ رابطهٔ زیر را می‌دهد:
h = ۰٫۶۶۴λ(n/60v)pr1/3 (9)
در دمای معمولی، لزجت سینماتیکی هوا برابر ۱۶۰۰، عدد پرنتل هوا برابر ۰٫۷۰۱ است. وقتی اسپیندل متوقف می‌شود، فرم همرفت به صورت همرفت طبیعی و ضرایب انتقال گرما با توجه به آزمایش‌های عملی ۱۰ فرض می‌شود.
۱٫۳ مدل‌سازی دمای اسپیندل و خطای گرمایی
اسپیندل ماشین ابزار معمولاً بخش توخالی و چند قطری است. هرچند، معمولاً به صورت یک میلهٔ یک قطری ساده می‌شود تا بتوان رفتار گرمایی آن را به دست آورد که در این صورت، تغییر شکل‌های بزرگ‌تری نسبت به دمای واقعی به دست می‌آید. در اینجا ما یک اسپیندل مرکزمتغیر را بررسی می‌کنیم. خطاهای گرمایی اسپیندل، معمولاً به دلیل انبساط شعاعی و محوری آن هستند. بارهای هندسی و گرمایی اسپیندل همگی مناسب با محور اسپیندل هستند و بنابراین فقط نصف اسپیندل مدل‌سازی می‌شود تا حجم محاسبات کاهش یابد. المان شش وجهی یا ۸گره (8-node hexahedron) برای مش بندی اسپیندل در مدل تفاضل محدود با شکل‌های قاعده مند برای درست‌تر بودن محاسبات، استفاده می‌شود. (شکل ۱)
بارهای گرمایی و ضریب انتقال گرما می‌تواند با روابط فوق محاسبه شود. وقتی سرعت چرخش اسپیندل، rpm 2000 است گرمای تولید شده برای یاتاقان جلوییW 102 است؛ و وقتی برش هوایی فرض می‌شود، گرمای تولید شده برای یاتاقان عقب W 85.4 است.
یاتاقان عقب معمولاً اجازهٔ حرکت آزادانهٔ اسپیندل در یک مسیر محوری را می‌دهد وقتی یاتاقان جلویی این اجازه را نمی‌دهد. تا انبساط رو به جلوی دماغهٔ اسپیندل را کاهش دهد. با توجه به عملکرد این یاتاقان‌ها، قیدهای مناسب به اسپیندل نصب می‌شود تا خطای گرمایی که فقط از یبن یاتاقان جلویی و دماغهٔ اسپیندل تولید می‌شود را کم کند. ضریب انتقال گرما به طریقهٔ همرفت واداشته برای سطح اسپیندل از روابط فوق ۲۲٫۷ به دست می‌آید. چگالی ماده ۷۸۰۰ و ضریب پواسون آن ۰٫۳ است. ظرفیت گرمایی ۵۰۲٫۴، رسانندگی گرمایی ۴۶٫۴، ضریب انبساط گرمایی * ۱۰–۵۱٫۰۶ هستند. مدول الاستیسیته۲۰۹ *۹ ۱۰ است.
ماشین ابزار شروع به کار کرده و به مدت ۱۰۰۰ ثانیه کار می‌کند. سپس ۵۰۰ ثانیه متوقف می‌شود و باز برای ۳۰۰۰ ثانیه شروع به کار کرده و باز برای ۵۰۰ ثانیه متوقف می‌شود. نهایتاً شروع به کار می‌کند تا زمانی که به تعادل گرمایی برسد.
نتایج مدل‌سازی در شکل ۲ با برخی نفوگرام‌های اصلی، تغییر شکل‌های گرمایی، و دمایی اسپیندل در زمان تعادل گرمایی نشان داده شده‌است. مدلسازی در دستگاه مختصات مستطیلی که محور Xها را راستای محور اسپسندل است و بنابراین خطای گرمایی شعاعی در راستای Y و Z خواهد بود که در شکل 2-a و 2-b نشان داده شده‌است. خطای گرمایی محوری و دمایی در شکل 2-c و 2-d نشان داده شده‌است. تغییر شکل‌های کلی اسپیندل در شکل ۳ است.

## تحلیل نتایج مدلسازی و انتخاب نقاط گرمایی
۲٫۱ مشخصه‌های خطای دمای متغیر با زمان و خطای گرمایی
مشخصات تقارن محوری هندسهٔ اسپیندل و بارهای گرمایی وارده برای اینست که دمای منتجه و انبساط‌های گرمایی را متناسب با محور اسپیندل کند بنابراین در اینجا فقط ۱۱ نقطه روی سطح بیرونی در راستای محور اسپیندل برای مطالعهٔ بیشتر وجود خواهد داشت. دماها برای این نقاط با زمان تغییر می‌کنند که در شکل ۴ نشان داده شده. منحنی با دمای بالاتر به معنی نزدیک تر بودن به منبع گرمایی در حالت پایاست. همچنین در این شکل واضحست که در طول نقاط کاهش آهنگ تغییر دمابا زمان وجود دارد و نقاط نزدیک به منبع گرمایی سرعت تغییر بالاتری دارند.
کار توقف و دوباره شروع به کار کردن هردو به معنی تغییر نهایی دمای تعادل اسپیندل است. هرچند که هرچه نقاط از منبع گرمایی دور شوند، توقف و دوباره شروع کردن‌های کوتاه مدت کم اثر خواهند شد. در این تحلیل‌ها، حدود ۱۴۰۰۰ ثانیه برای رسیدن به حالت پایا زمان لازم است. خطاهای گرمایی کلی عمدتاً از تغییر شکل‌های دماغهٔ اسپیندل در هردو جهت محوری و شعاعی است که در شکل ۵ نشان داده شده‌است.
تغییر شکل گرمایی شعاعی بیشتر از تغییر شکل گرمایی محوری، در ابتدای منحنی شکل ۵ منفی باقی می‌ماند و این پدیده در شکل‌های 6-b و 7-b واضح تر دیده می‌شود. این پدیده می‌تواند به این صورت توجیه شود که اسپیندل به علت کند شدن انتقال گرما در این بازه گرم نمی‌شود و بنابراین بخش نزدیک به انبساط گرمایی زودتر از دماغهٔ اسپیندل شروع به تولید تنش‌های داخلی می‌کند. تحت این تنش‌ها، و چون اسپیندل توخالی است دماغهٔ اسپیندل به سمت محور آن خم می‌شود تا باعث منفی شدن انبساط گرمایی شعاعی شود؛ و کمی بعد، دماغهٔ اسپیندل گرم می‌شود تا منبسط شده و انبساط گرمایی شعاعی را مثبت کند. تغییرات خطاهای گرمایی، محوری و شعاعی با دماهای نقاط مشخص شده در بالا، در شکل‌های ۶ و۷ نشان داده شده‌اند که قسمت b بزرگنمایی شدهٔ قسمت‌های a هستند.
۲٫۲ بهینه‌سازی نقاط کلیدی گرمایی اسپیندل
نقاط گرمایی که به آنها سنسورهای دمایی وصل شده‌است، بهترین نقاطی هستند که می‌توان با مرتبط کردن دمای آن‌ها به خطاهای گرمایی برای بهتر کردن مدل از آن‌ها استفاده کرد. پیدا کردن همهٔ این نقاط کلیدی از تعداد زیادی نقاط منتخب در یک ماشین ابزار کار سختی است؛ و بنابراین برخی الگوریتم‌های بهینه‌سازی مانند الگوریتم ژنتیکی برای حل این مشکل استفاده می‌شود؛ و برای اسپیندل نقاط کلیدی گرمایی عمدتاً در محور اسپیندل پخش می‌شوند. برای رسیدن به دمای مناسب حول محور در هر لحظه و بنابراین تعداد نقاط منتخب کم می‌شود. به طوری که الگوریتم ژنتیکی، غیر اقتصادی می‌شود. به جای آن یک روش ساده برای انتخاب نقاط کلیدی گرمایی استفاده می‌شود. سرعت واکنش خطاهای دمایی به تغییرات گرمایی، حساسیت خطاهای گرمایی نامیده می‌شود. یا به زبان ریاضی اولین مشتق منحنی خطا- دما است.
S = limΔE/ΔT (10)
ΔT۰
که S حساسیت خطای گرمایی است و ΔE و ΔT به ترتیب، تفاضل دو دما و خطای گرمایی نمونهٔ کنار هم هستند. وقتی دقت نمونه کوچک است حساسیت خطای گرمایی می‌تواند به ΔT/ ΔE نزدیک شود.
یک مدل صحیح خطاهای گرمایی باید شامل اجزایی به تعداد نقاط منتخب ممکن باشد و این به سه روش زیر به دست می‌آید:
1. افزایش مستقیم تعداد نقاط کلیدی گرمایی
2. بزرگ کردن تفاضل حساسیت خطای گرمایی در نقاط کلیدی گرمایی

راه اول به دلیل محدود بودن شرایط آزمایش، گاهی اوقات عملی نیست. نقاط منتخب معمولاً آن قدر نزدیک می‌شوند که حساسیت خطای گرمایی یکسان خواهند داشت که تمایل به انطباق پیدا می‌کنند؛ بنابراین راه دوم به معنی افزایش غیر مستقیم تعداد نقاط کلیدی گرمایی است.
همچنین، راه دوم کمک به رفع انطباق نقاط کلیدی می‌کند؛ که در مدل‌سازی این انطباق باید رفع شود. حساسیت خطای گرمایی هم با نقاط منتخب و هم با دمای این نقاط تغییر می‌کند. گام‌های اصلی برای انتخاب نقاط کلیدی به صورت زیر است:
(A) محاسبهٔ حساسیت خطای گرمایی Sij برای i امین نقطهٔ منتخب و j امین زمان نمونه برداری که i = ۱٬۲,…,M و j =۱,…N اعداد مشخصهٔ نقاط منتخب و زمان نمونه برداری هستند.
(B) محاسبهٔ تفاضل حساسیت گرمایی dlq بین دو نقطهٔ اختیاری از رابطهٔ زیر:
```
dlq = Σ |Sqj-S lj| (11)
```

که l و q از ۱ تا M مشخصهٔ دو نقطهٔ اختیاری هستند.
(C)پیدا کردن بهترین نقاط کلیدی با توجه به عدد خواسته شده (n) ی نقاط کلیدی گرمایی، با بیشینه کردن عبارت زیر
dq1q2+ dq1q3 +… + dq1qn+ dq2q3 +… + dq2qn +… + dqn-1qn (12)
که q1، …، qn همگی از ۱ تا M عدد مشخصهٔ نقاط کلیدی خواسته شده هستند
وقتی تعداد نقاط منتخب و نقاط کلیدی خواسته شده زیاد نیست راحت تر است که بهترین نقاط را پیدا کنیم. برای مثال وقتی دو نقطهٔ کلیدی مد نظر هستند، ما باید بزرگترین dqiqj و سپس qi و qj را پیدا کنیم.
در این تحلیل، سه نقطهٔ کلیدی با استفاده از روش فوق انتخاب می‌شود و نزدیک به یاتاقان جلو و عقب و انتهای اسپیندل نصب می‌شوند. منحنی‌های خطا- دما برای این سه نقطهٔ کلیدی در شکل ۱۰ نشان داده شده‌اند که خطوط پر نشان دهندهٔ نتایج مدل‌سازی و خط چین نشان دهندهٔ نتایج تجربی هستند.

## بررسی تجربی
بررسی تجربی روی مرکز متغیر انجام شده‌است. سه سنسور دمایی روی سه نقطهٔ کلیدی نصب شده‌اند تا دمای آن‌ها را محاسبه کنند. (شکل ۸) و یک سنسور جابجایی روی دماغه نصب شده که می‌تواند در راستای شعاعی و محوری حرکت کند تا خطاهای دمایی محوری و شعاعی را محاسبه کند. (شکل ۹) برای راحتی مقایسه، نتایج تجربی در شکل ۱۰ به صورت خط چین نشان داده شده‌اند. ملاحظه می‌کنیم که نتایج مدل‌سازی راضی کننده‌اند. با استفاده از تحلیل رگرسیونی چند متغیره، مدل‌های خطایی گرمایی به شکل زیر به دست می‌آیند:
E = Σx i Δt i + c (13)
که E خطای گرمایی، Δt i تغییر دمایی نقاط کلیدی، x i ضریب مدل وc یک عدد ثابت است. با جاگذاری نتایج مدل‌سازی در معادلهٔ فوق، خطای گرمایی شعاعی E r و خطای گرمایی محوری E a به صورت زیر به دست می‌آیند:
E r = -۹٫۱۲*۱۰–۷ Δt1 – 6.51* ۱۰–۷ Δt 2 + 2.27 10-6 Δt 3 – 2.29* ۱۰–۷7 (14)
E a = -۹٫۱۵* ۱۰–۶ Δt 1 + 1.8* ۱۰–۷ Δt 2 + 1.558* ۱۰–۵ Δt 3 – 3.36* ۱۰-6 (15)
می‌توان عملکرد مدل خطایی گرمایی را با خطای باقی‌مانده E residual که به شکل زیر است تعیین کرد:
E residual = max{|E(j) - E real (j)|} j = ۱٬۲,…,N (16)
که j اندیس زمان نمونه برداری است. با محاسبهٔ خطاهای باقی‌مانده برای مدل، خطای گرمایی شعاعی و محوری ۲ و ۳٫۵ میکرومتر به دست می‌آیند که نشان می‌دهد نقاط کلیدی گرمایی انتخاب شده برای ساختن یک مدل خطای گرمایی صحیح مناسبند.

## نمایش تغییر شکل گرمایی در طی یک حالت گذرا
در ماشین ابزار، بدنهٔ کلگی در راستای محوری Z حرکت می‌کند. اسپیندل و سیستم‌های رانندهٔ آن روی بدنهٔ کلگی سوار شده‌اند. یک موتور اسپیندل، اسپیندل را از طریق یک تسمه می‌راند. یم سیلندر در قسمت بالایی بدنهٔ کلگی نصب شده‌است که به عنوان قید و بست در روی اسپیندل استفاده می‌شود.
ماشین کاری با سرعت و کیفیت بالا با مشخصه‌های ماشین کاری مرده و قالبی معمولاً سرعت برش کمتر از 2m/min دارد؛ بنابراین، تغییر شکل گرمایی در اثر چرخش با سرعت بالایاسپیندل بسیار مهم است. به خصوص همان‌طور که در شکل 11-b نشان داده شده، منبع گرمایی فقط در اسپیندل نیست، بلکه در بدنهٔ کلگی متمرکز شده‌است؛ بنابراین، سیستم رانندهٔ تسمه‌ای گرمایی بیشتری نسبت به یاتاقان آزاد می‌کند؛ و معمولاً منبع گرمایی اصلی فرض می‌شود.
چون سیستم راننده در بدنه بسته می‌شود، گرما نمی‌تواند به سرعت خارج شود؛ و این باعث گرادیان دمای زیاد بین نقاط P0 و P1 می‌شود. نتایج آزمایش روی خطاهای گرمایی برای این مرکز ماشین کاری در شکل ۱۲ نشان داده می‌شوند. تغییر شکل گرمایی در نقطهٔ P3 با یک سنسور اندازه‌گیری می‌شود؛ که نقطهٔ P3 در فاصلهٔ ۱۵۰ میلی‌متری از دماغهٔ اسپیندل قرار دارد.
اسپیندل در یک سرعت ثابت 4000 rpm برای ۱۰۸۰۰ ثانیه می‌چرخد سپس برای ۷۲۰۰ ثانیه متوقف می‌شود. دوباره برای ۳۶۰۰ ثانیه با شرایط قبلی شروع به کار می‌کند. چون مرکز ماشین کاری متناسب با محور X است، خطای گرمایی در راستای X نسبت به خطای گرمایی در راستای Y و Z کوچک است؛ بنابراین، تغییر شکل‌های گرمایی در راستای Y و Z بررسی می‌شوند.
همان‌طور که در شکل ۱۲ نشان داده شده، اسپیندل پس از شروع به کار در محور Z کشیده می‌شود. این کشش به معنی گسترش در جهت منفی است. اسپیندل پس از توقف به حالت قبلی خود بازمی‌گردد، و سپس دوباره با چرخش کشیده می‌شود.
تغییرات دمایی که با ترموکوپلی متصل به بدنهٔ کلگی نزدیک به دماغهٔ اسپیندل محاسبه می‌شود، رفتاری مشابه خطای گرمایی دارد؛ که این یک رابطهٔ خطی بین دما و تغییر شکل گرمایی به دست می‌دهد که برای خنثی کردن گرمایی مثبت است.
از سوی دیگر، خطای گرمایی در راستای Y نامشخص است. نقطهٔ P3 برای مدت کوتاهی پس از شروع به چرخش، در مسیر منفی حرکت می‌کند؛ و سپس به سمت مثبت می‌رود. به علاوه، از آنجا که دما طی زمان تلف شده کاهش می‌یابد، با وجود دو زمان تلف شده، خطای گرمایی به‌طور معکوس افزایش می‌یابد. برای روشن شدن موضوع، رابطهٔ بین دما و تغییر شکل گرمایی در شکل ۱۳ نشان داده شده‌است. خطا در راستای Z به ظاهر خطی است. در حالیکه خطا در راستایY با تغییرات دما رابطه‌ای ندارد. این رفتار آشفته به علت اثر خمش گرمایی است. خمش گرمایی به علت گرادیان دما در سازه رخ می‌دهد، که شبیه به تغییر شکل خمش در اثر یک ممان اعمال شده بر روی تیر است. در مورد شکل 11-b، منبع گرمایی (مانند موتور یا سیستم رانندهٔ تسمهای) در قسمت بالای بدنهٔ کلگی قرار دارد و روغن قسمت پایین اسپیندل را خنک می‌کند. این یک گرادیان دما را در بدنهٔ کلگی تولید می‌کند. وقتی دما افزایش می‌یابد، قسمت بالایی انتهای ابزار را در راستای منفی Y حرکت می‌دهد. این رفتار به علت خمش گرمایی است، که باید در مدل خنثی سازی گرمایی مشخص شود. مانند تغییر شکل خطی هرچند، اکثر پژوهش‌ها فقط خطای تغییر شکل خطی را مورد بحث قرار می‌دهند. وقتی گرادیان دما در سازه شدید باشد، خمش گرمایی در طی تبدیل بسیار مهم‌تر است. همان‌طور که در شکل ۱۲ نشان داده شده، تغییر شکل در جهت Y هیچ رفتار خطی پس از شروع یا توقف چرخش اسپیندل نشان نمی‌دهد.
به علاوه، در طی این حالت گذرا، حتی اگر هیچ خمش گرمایی وجود نداشته باشد، خنثی سازی گرمایی با استفاده از دمای سازه، خطا را در راستای Z نشان می‌دهد. شکل ۱۴ این موضوع را نشان می‌دهد. در شکل ۱۴ خطای گرمایی باقی‌مانده، پس از خنثی سازی خطا در راستای Z را نشان می‌دهد. رابطهٔ بین دما و تغییر شکل با استفاده از چند مدل رگرسیونی خطی در معادلهٔ ۱۷ نشان داده شده‌است. کل سنسورهای استفاده شده در آزمایش، سه عدد هستند؛ که در قسمت بالایی و پایینی اسپیندل نصب شده‌اند. (T1 و (T2 مانند عقب تخت ماشین که در دمای مرجع T1 استفده می‌شوند.
e = a0 + Σ ai(Ti – T0) (17)
که e = خطای گرمایی
a= ضریب رگرسیون
T= دما
با توجه به نتایج، کار انجام شده برای خنثی سازی پس از ۶۰۰ ثانیه شروع می‌شود و شکل‌هایی مانند یک دندان فاسد، زمان خنثی سازی را نشان می‌دهند. شکل نشان می‌دهد که اسپیندل در راستای پایینی کشیده شده‌است در حالیکه کنترل‌کننده، اسپیندل را در راستای بالایی حرکت می‌دهد. هرچند، در شروع چرخش ۶۰۰ ثانیه‌ای اسپیندل، یک خطای گرمایی باقی‌مانده در حد ۲۳ µm به علت کمبود خنثی سازی وجود دارد. دلیل آن اینست که تغییر شکل گرمایی به محض شروع به کار اسپیندل رخ می‌دهد. هرچند، ترموکوپل نمی‌تواند تغییرات گرمایی تا ۶۰۰ ثانیه را حس کند چون دور از منبع گرمایی است. ثابت زمانی متفاوت بین دما و تغییر شکل گرمایی، باعث نامتناسب شدن رفتارهایشان می‌شود. همان‌طور که در شکل ۱۵ نشان داده شده‌است.
از این دیدگاه، خنثی سازی نمی‌تواند فقط با استفاده از دما ضامن درست کار کدن ماشین تحت تغییرات شرایط مختلف شود. هرچند، چون زمان تعادل در شکل ۱۴ کوتاهتر از شکل ۱۲ است، به نظر می‌رسد که خنثی سازی گرمایی مؤثر است و می‌تواند با افزودن برخی خنثی سازی‌های اضافی به حالت گذرا، بهتر شود. برای خنثی سازی حالت گذرای اولیه، دما در یاتاقان اسپیندل لازم است؛ که هزینه و پیچیدگی فنی راه حل را بالا می‌برد. چون خمش گرمایی با یک طول اضافی مانند خطای آبه Abbe زیاد می‌شود، در حالت تبدیل مناسب تر از تغییر شکل خطی است. همان‌طور که در آزمایش نشان داده شده، یک تغییر زاویه‌ای سازه، ۲۰۰ µrad در ماشین ابزار مورد آزمایش، به وجود آمد و یک جزء خطای بزرگ‌تر نسبت به خطای خطی ظاهر شد. در حالیکه، خطای آبه تحت شرایط استاتیکی ثابت است، خمش گرمایی تحت گرادیان دما، دینامیکی است و با زمان تغییر می‌کند؛ بنابراین، باید خمش گرمایی که روی خطای جهت Y تأثیر می‌گذارد مستقل از طراحی و خنثی سازی، مورد نظر قرار گیرد.

## تحلیل خمش گرمایی
۲٫۱. تغییر شکل گرمایی المان تیر
تغییر شکل گرمایی تئوریکی یک المان تیر نمونه در ابتدا مورد نظر قرار می‌گیرد. تغییر شکل گرمایی خطی در سازه در رابطهٔ ۱۸ بیان شده‌است و مستقل از سطح مقطع یا مدول الاستیسیته است.
ey = α ∫Tdy (18)
که ey خطای حرارتی در راستای Y، α ضریب پخشندگی گرمایی و T دما است.
این معادله برای تحلیل خمش گرمایی در معادلهٔ ۱۹ استفاده شده‌است، وقتی فقط بار گرمایی داریم:
d2e z/dy2 = de θ/ds = -α/I ∫∫ ZTdxdz (19)
که S محور عمودی و I ممان اینرسی است.
شکل ۱۵
حل معادلهٔ ۱۹ برای تیر یک سر گیردار، اگر دما در راستای Z به صورت خطی تغییر کند به صورت معادلهٔ ۲۰ و ۲۱ است:
ez = -۱/۲ αk y2 (20)
eθ = -αky (21)
که k گرادیان دما dT/dZ است. خمش گرمایی را نمی‌توان با تنش مکانیکی شرح داد و این خمش با افزایش سفتی سازه‌ای با استفاده از ممان اینرسی دوم سطح مقطع از بین نمی‌رود. به علاوه، همان‌طور که در شکل 16-b نشان داده می‌شود، اگر گرادیان دمای k در سازه تغییر کند، خیز گرمایی نیز مورد انتظارخواهد بود. هرچند، این حل در اینجا مورد نظر نیست. چون اثر آن در مورد ماشین ابزار کوچک است. گرادیان گرمایی همچنین روی انبساط در راستای Y مانند خمش گرمایی به‌طور مستقل تأثیر می‌گذارد. رابطه در معادلهٔ ۲۲ نشان داده می‌شود.
ey = eN – Z(dez/dy) (22)
که eN انبساط در راستای عمودی معادلهٔ ۱۸ است. قبل از اعمال حل تحلیلی روی دیوارهٔ توخالی با ضخامت 20 mm یا کمتر، یک روش المان محدود روی سازه مانند جدول ۱ اعمال می‌شود. نتیجه کاملاً مطابق با تفاضل دمای ۱۰ °C است.
۲٫۲. تحلیل یک ماشین ابزار آزمایشی
بدنهٔ کلگی شکل 11-b مانند شکل ۱۷ مدل می‌شود که در آن سیستم کشیده شده و تحت خمش گرمایی تحت اثرات گرمایی قرار می‌گیرد. یک ستون از مدل حذف شده چون یک تغییر دمای کوچک و محدود روی حالت گذرا با تغییر دمای ناگهانی اثر می‌گذارد. همان‌طور که در شکل ۱۷ نشان داده شده، اسپیندل (طول مرجع L1 است) بینP1 و P0 مدل شده چون المان تیر خمش گرمایی تحت تأثیر یک گرادیان دما است.
نقطهٔ P0 محل تقاطع بین کروشهٔ بدنهٔ کلگی است. تا به پیچ و مهره و مسیر راهنمای ستون متصل شود. با استفاده از این نقطه به عنوان مرجع، جابجایی گرمایی انتهای ابزار می‌تواند در راستای Y و Z توصیف شود. همان‌طور که قبلاً شرح داده شد، خمش گرمایی اجزای خطا را می‌دهد. کشیده شدن نقطهٔ P1 از e y,1 تغییر شکل e Z,1 به علت خمش، و یک تغییر زاویه‌ای eθ,۱ در نقاط P3 و P2.
شکل ۱۶
بدنهٔ کلگی بین P1 و P2 (طول مرجع L2 است) انبساط خطی دارد و مانند e2 مدل‌سازی می‌شود. نقطهٔ P2 در نقطهٔ مرجع مونتاژ بین بدنهٔ کلگی و اسپیندل اصلی است. اسپیندل اصلی (طول مرجع L3 است) بین نقاط P2 و P3 است؛ و مثل جزء e3 کشیده می‌شود. از شکل ۱۷ خطای گرمایی آن نقطه به شرح زیر است:
y1 (t) = L1 + ey,1 (t) (23)
Z1 (t) = eZ,1 (t) (24)
شکل ۱۷
با جاگذاری معادلهٔ ۲۰ و ۲۱ در معادلهٔ ۲۴ معادلهٔ ۲۵ به دست می‌آید:
Z1 (t) = eZ,1 (t) =1/2 L1eθ,1 (25)
خطای تغییر شکل گرمایی نقاط P2 و P3 به ترتیب با نقاط P1 و P2 به صورت زیر به دست می‌آیند:
Y2,1 (t) = {L2 + e2 (t)}* eθ,1 (t) (۲۶)
Z 2,1 (t) = L 2 + e 2 (t) (27)
y 3,2 (t) = {L 3 + e 3 (t)}* eθ,1 (28)
Z 3,2 (t) = L 3 + e 3 (t) (29)
با استفاده از روابط فوق، موقعیت با توجه به مبدأ مختصات تحت تأثیرات گرمایی تغییر می‌کند:
Z 3 (t) = L 2 + L 3 + δ Z,3 = L 2 + L 3 + {e Z,1 (t) + e 2 (t) + e 3 (t)} (31)
y 3 (t) = L 1 + δ y3 = L 1 + {e y,1 (t) + (L 2 + L 3)* eθ,1 (t)} (۳۰)
که در آن‌ها δ خطای گرمایی کل است.
با توجه به معادلات ۳۰ و ۳۱، e Z,1 همچنین وابسته به eθ,۱ است. مانند معادلهٔ ۲۵.
بنابراین، تغییر زاویه به علت خمش گرمایی می‌تواند خطای موقعیتی انتهای ابزار را با یک افزایش طول L1 و
L2 و L3 بزرگ کند. به علاوه، اجزای گرمای خطی e y,1، e 2، e 3 توسط افزایش طول در معادلهٔ ۱۸ تحت تأثیر قرار می‌گیرند. در این مورد، قدرتمندی گرمایی همان‌طور که در شکل ۱۸ نشان داه شده فرض می‌شود. در مورد سیستم گرمایی قوی خروجی تغییر شکل گرمایی به تغییرات ورودی گرمایی حساس نیست.
بنابراین خطای گرمایی در این مورد محدود است. همان‌طور که در معادلات ۳۰ و ۳۱ اشاره شده، این خطا به افزایش طول وابسته است و اگر افزایش طول کم باشد خطا بزرگ نخواهد بود. هرچند به علت حساسیت بالای آن به دما، تغییر شکل گرمایی بزرگ است، حتی اگر تغییر دما کوچک باشد؛ بنابراین، قدرتمندی گرمایی در طی طراحی فرض مهمی است.
Table 1
Calculation results
```
Analytical FEM
```

-۶۷ µm
ez -69 µm 219 µrad
eq 209 µrad
Model (L660 mm)

## بررسی تجربی
وقتی خمش گرمایی دلیل اصلی جابجایی گرمایی است، جابجایی گرمایی e y,1 و e Z,1 در موقعیت P1 در شکل ۱۷ مهم است. این مقادیر به‌طور دقیق محاسبه نشده‌اند چون ارتفاع از بالای جدول زیاد است. هرچند، با توجه به معادلات ۳۰ و ۳۱ اجزای دیگر خطا با محاسبهٔ تغییرات زاویه‌ای در انتهای ابزار به دست می‌آید مانند شکل ۱۹. سیگنال δ Z,3 از سنسور A مجموع اجزای خطا در معادلهٔ ۳۱ است. در حالیکه δ y3 از سنسور B مجموع خطا از معادلهٔ ۳۰ است. به علاوه، تغییرات زاویه‌ای eθ,۱ می‌تواند از تفاضل بین سیگنال‌های حساس B و C محاسبه شود. سپس، e Z,1 از معادلهٔ ۲۵ و e y,1 و (e 2 + e 3) از معادلهٔ ۳۰ و ۳۱ به دست می‌آیند. لازم نیست که e 2 و e 3 را جداگانه حساب کنیم. چون آن‌ها جابجایی گرمایی خطی در جهات یکسان هستند. دما در نقاط مختلف به‌طور همزمان با جابجایی نیز به دست می‌آید. اسپیندل در 6000 rpm به مدت ۴ ساعت کارکرد و برای ۲ ساعت متوقف بود. این یک رفتار در حالت گذرا را پس از شروع و توقف چرخش اسپیندل را نشان می‌دهد. شکل ۲۰ تغییرات دمایی قسمت‌های اصلی بدنهٔ کلگی را نشان می‌دهد. این شکل نشان می‌دهد که دمای بالای بدنهٔ کلگی بیشتر از اسپیندل است؛ و بنابراین در آن جا باید خمش گرمایی وجود داشته باشد. شکل ۲۱ خطای گرمایی کلی را مانند خطای خمشی و کششی محاسبه شده در معادلات ۳۰ و ۳۱ در راستاهای Y و Z نشان می‌دهد. جابجایی گرمایی کلی در راستای Y، δ y3 که با سنسور B محاسبه می‌شود (شکل ۱۲) را نمی‌توان با مدل فیزیکی شرح داد. هرچند، تغییر طول کلی e y,1 می‌تواند با تفریق اجزای تولید شده با خمش گرمایی eθ,۱ از کل خطای گرمایی به دست آید. این مقدار، با مقدار محاسبه شده با افزایش دمای ۸ °C و طول مرجع 660mm با استفاده از معادلهٔ ۱۸ به دست می‌آید. روندی مشابه در مسیر Z تکرار می‌شود؛ بنابراین خطای گرمایی کل، مجموع کشش وخمش است. از این دیدگاه، استراتژی‌های مطمئنی مورد نیاز است. اول، در شکل ۱۷، L3 باید تا حد ممکن کوچک باشد چون این طول از طول ابزار به دست می‌آیدد، یک ابزار کوتاه در ماشین کاری مورد نیاز است.
دوم، چون خمش گرمایی در حالت گذرا رخ می‌دهد، قبل از تعادل گرمایی اسپیندل، باید حالت گذرا و حالت پایا را برای خنثی سازی گرمایی جدا کرد.